# Santo Tomé de Zabarcos
Santo Tomé de Zabarcos és un municipi de la província d'Àvila, a la comunitat autònoma de Castella i Lleó.